# Savencia Fromage & Dairy
Savencia Fromage & Dairy är ett franskt livsmedelsföretag med inriktning mot mejeriprodukter: ost, smör, grädde och liknande ingredienser. Företaget grundades 1920.
Företaget bytte 2015 namn från Bongrain.